# Лозова (притока Сули)
Лозова, Лозівка — річка в Україні, у Роменському районі Сумської області. Права притока Сули (басейн Дніпра).

## Опис
Довжина річки 12 км, похил річки — 4,0 м/км. Площа басейну 33,1 км².

## Розташування
Бере початок на західній стороні від села Житне. Тече переважно на південний схід через Московщину, Овлаші, Ромни і впадає в річку Сулу, ліву притоку Дніпра. На деяких ділянках пересихає.
Річку перетинає автошлях Н07